# Pangasius
Genre
Pangasius (les pangasius en français) est un genre de poissons-chats de la famille des Pangasiidae.

## Liste des espèces

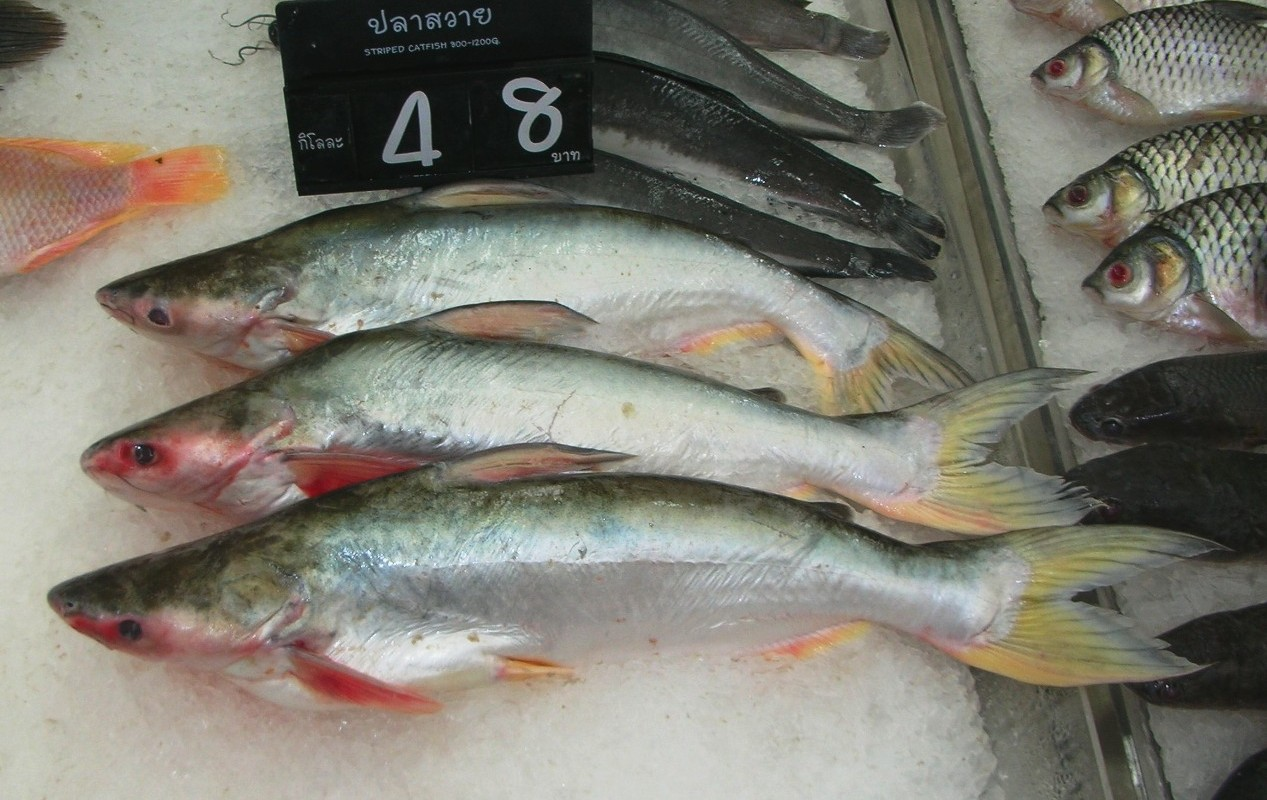
Pangasius pangasius, marché de Ban Pong, Province de Ratchaburi, Thaïlande

- Pangasius bocourti Sauvage, 1880 — poisson-chat du Mékong
- Pangasius conchophilus Roberts & Vidthayanon, 1991.
- Pangasius djambal Bleeker, 1846.
- Pangasius elongatus Pouyaud, Gustiano & Teugels, 2002.
- Pangasianodon gigas (Chevey, 1931), syn. Pangasius gigas — poisson-chat géant du Mékong, silure requin.
- Pangasius humeralis Roberts, 1989.
- Pangasianodon hypophthalmus (Sauvage, 1878), syn. Pangasius hypophthalmus, Pangasius sutchi
- Pangasius kinabatanganensis Roberts & Vidthayanon, 1991.
- Pangasius krempfi Fang & Chaux in Chaux & Fang, 1949.
- Pangasius kunyit Pouyaud, Teugels & Legendre, 1999.
- Pangasius larnaudii Bocourt, 1866.
- Pangasius myanmar Roberts & Vidthayanon, 1991.
- Pangasius nasutus (Bleeker, 1863).
- Pangasius nieuwenhuisii (Popta, 1904).
- Pangasius pangasius (Hamilton, 1822).
- Pangasius pleurotaenia Sauvage, 1878.
- Pangasius polyuranodon Bleeker, 1852.
- Pangasius rheophilus Pouyaud & Teugels, 2000.
- Pangasius sabahensis Gustiano, Teugels & Pouyaud, 2003.
- Pangasius sanitwongsei Smith, 1931 — panga géant, pangasius géant.
- Pangasius siamensis Steindachner, 1878.
- Pangasius tubbi Inger & Chin, 1959.